# Rafael García Tejero
Rafael García Tejero (Albendín, provincia de Córdoba, 1958) es un artista español.

## Biografía
Formado en diversas disciplinas, le mueve un espíritu inquieto, "leonardesco" en boca del poeta y crítico literario Luis Antonio de Villena.[cita requerida]
A finales de los años setenta realizó estudios de Artes Aplicadas en la Escuela de Artes Aplicadas y Oficios Artísticos de su ciudad natal,
graduándose en Cerámica. Al comienzo de los años ochenta se trasladó a Polonia donde estudió Bellas Artes en la Facultad de Cracovia. 
Se graduó asimismo en Grabado y Técnicas de Estampación en la Escuela de Artes Aplicadas de Madrid a finales 
de los ochenta; también en Madrid llevó a cabo estudios de Dirección Artística en la Escuela de Cinematografía y del Audiovisual de la Comunidad de Madrid.
Impartió el curso de la Comunidad de Madrid "Historia de la Moda, colorido y composición" en San Martín de Valdeiglesias a principios de la década de los noventa.
Posteriormente, se formó en Diseño de Interiores en la Escuela de Artes Aplicadas de Almería.
Entre sus trabajos como diseñador, destacan los realizados en discotecas y clubes madrileños:
Discoteca Voltereta y Ketal, Discoteca Cobre, Discoteca XXI, discoteca Kea,
Club Tierra, Club Caelum, Club Consoul y Club Barroco en Córdoba. 
Como pintor, escultor y grabador ha presentado obra en ferias nacionales e internacionales como FLECHA, Art Madrid, Estampa y FAIM en Madrid,
Festival Internacional d´art contemporani en Barcelona, Visuarte en Cuba, en el Centro de Arte Moderno de Quílmez (Argentina)
y en la Pinacoteca Universitaria de Puebla (México) en exposiciones colectivas. 
Individualmente, ha expuesto en numerosoas ocasiones en Madrid, Córdoba, Cuenca, Ciudad Real y Almería dentro del territorio nacional
y en Polonia y La Haya (Países Bajos).

## Producción cinematográfica
Dirección:
- Corto de vídeo "El vacío y la belleza" (SUSHIMOVIL).

Dirección artística:
- Corto en 35 mm. "Un vínculo" (ECAM) y TVE).
- Corto en 35 mm. "El último baile de Fred Astaire" (ECAM).
- Corto de vídeo "Las flechas de un ángel" (ECAM).
- Corto de vídeo "Exterminado" (ECAM).
- Corto de vídeo "El ojo" (ECAM).
- Corto de vídeo "El garaje" (ECAM).

## Premios y becas
- Premio Correo del Arte. Ayuntamiento de Madrid. 1991.
- Premio Nacional de Artes Aplicadas. Grabado. 1986.
- Beca de Investigación del Ministerio de Cultura de España. Biblioteca Jagellonska. Cracovia (Polonia). "Libros Españoles del siglo XVI".